# 蜻蜓棋
蜻蜓棋是克里斯蒂安·費林在1983年推出的西洋棋變體。

## 遊戲規則
- 使用7x7的棋盤。
- 使用一副西洋棋棋子，但不使用皇后，以及一方只使用7個兵。
- 兵第一步不能走兩格（因此也沒有吃過路兵）。
- 吃掉對方的城堡、主教、騎士時，自己手上會增加一個自己顏色的跟吃掉的對方棋子相同種類的棋子（吃掉對方的兵時並不會增加）。
- 棋手可以花一手將自己手上的棋子放回棋盤。
- 兵走到底線時，只能升級為對方手上有的棋子（此時對方必須丟掉他手上的該種棋子），若對方手上沒有棋子，則自己的兵不可以走到底線。
- 其他依照正統的西洋棋規則，包括有王車易位的規則，以及當有一方欠行時為和局。

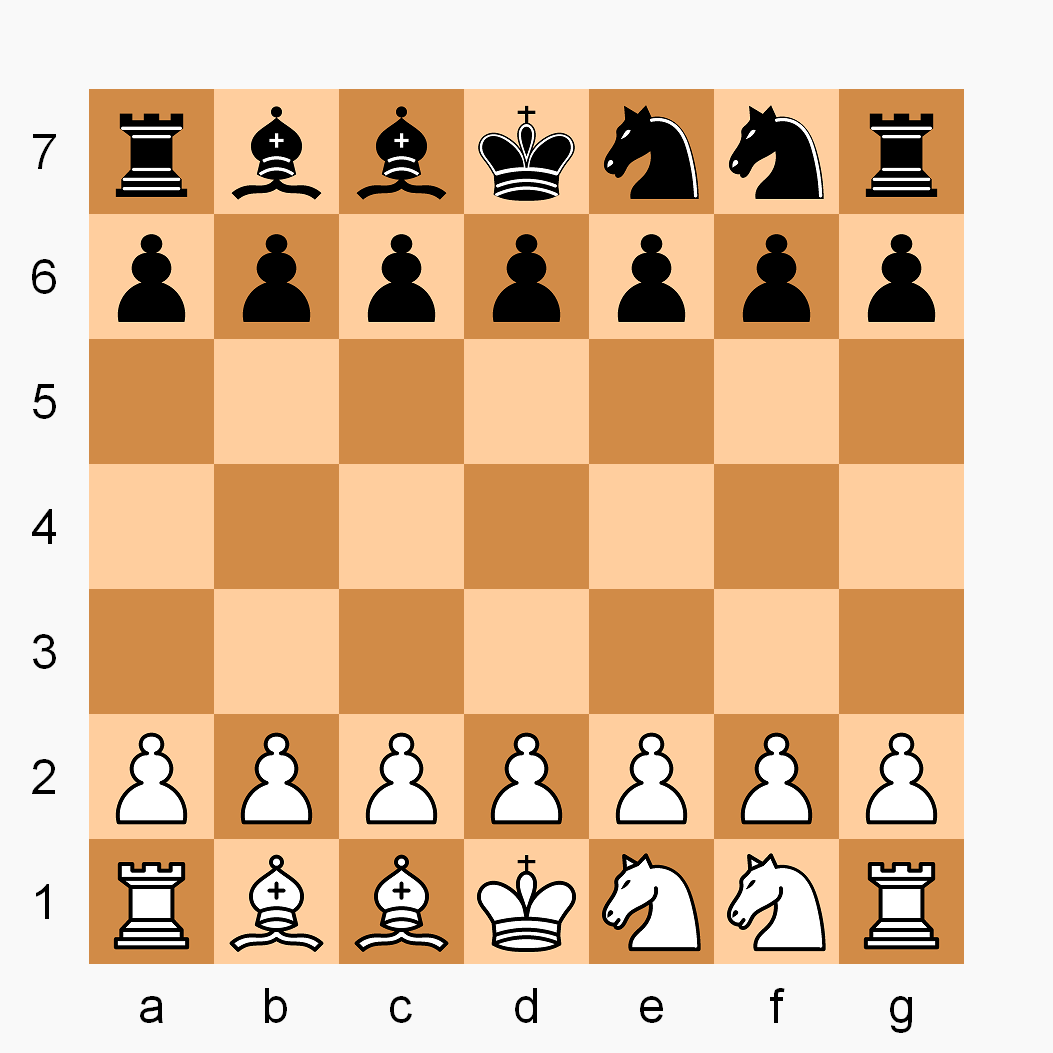
初始布置

## 外部連結
- 官方網站 （页面存档备份，存于）
- 蜻蜓棋 （页面存档备份，存于）在The Chess Variant Pages中的條目